# Lichenopuccinia poeltii
Lichenopuccinia poeltii är en lavart som beskrevs av D. Hawksw. & Hafellner 1984. Lichenopuccinia poeltii ingår i släktet Lichenopuccinia, divisionen sporsäcksvampar och riket svampar.   Inga underarter finns listade i Catalogue of Life.